# 杨花津外国人墓园
首爾外國人墓地公園（韓語：서울외국인묘지공원）或稱杨花津外国人傳教士墓园（韓語：양화진외국인선교사묘원），是一處位于韓國首爾特別市麻浦區合井洞的墓地，俯瞰漢江、毗邻切头山殉教圣地。該墓園建立于1890年，为外国传教士从朝鲜高宗获得，目前从上午9点到下午6点向公众开放。据估计，每年大约有30,000名韩国人和500名外国人参观。

## 历史
长老会牧师约翰 John Heron 在1890年7月去世，促使汉城虽然人数尚少，但越来越多的外籍人士寻找一个合适的埋葬地点。此前，他们的墓葬位于今天仁川的济物浦外国人公墓。
霍勒斯·艾伦（美國駐大韓帝國公使）获得俯瞰汉江的一块山坡地，称之为杨花津，得名于附近曾经存在的一个古渡口。墓地的地点非常有历史意义：1839年，一些法国天主教传教士在此被处死，1866年，8000名韩国天主教徒在附近的江边遭集体屠杀。
该墓地也是朝鲜战争期间近距离战的受害者，许多墓碑受到战争的破坏相当明显。

## 统计
| 墓葬           | 成人 | 儿童 | 总计 |
| -------------- | ---- | ---- | ---- |
| 传教           | 83   | 38   | 118  |
| 非传教，非军事 | 53   | 15   | 66   |
| 美军相关       | 26   | 38   | 64   |
| 职业未知       | 44   | 31   | 75   |
| 韩国人         | 12   | 11*  | 23*  |
| 总计           | 221  | 133  | 376* |

| 国籍        |
| ----------- |
| 澳大利亚    |
| 比利时      |
| 加拿大      |
| 法国        |
| 德国        |
| 意大利      |
| 日本        |
| 韩国        |
| 新西兰      |
| 菲律宾      |
| 俄罗斯/苏联 |
| 英国        |
| 美国        |

## 名人墓葬
- 荷马·赫伯特（1863年至1949年），美国传教士和新闻记者，其墓碑宣称“我宁愿安葬在韩国，而不是威斯敏斯特教堂。”
- 欧内斯特·贝赛尔（Ernest Bethell，1872年至1909年），大韩每日申报创办人。
- 贺瑞斯·格兰特·安德伍德 （Horace Grant Underwood，1859年至1916年）首尔基督教青年会、长老会西门教会和延世大学的创始人，
- 亚篇薛罗（Henry Gerhard Appenzeller，1858–1902）（衣冠冢），培材学堂的创始人。
- 道格拉斯 B.阿维森 (1893–1952)，延世大學校醫療院的创始人
- Clarence Ridgeby Greathouse (1843–1899），闵妃谋杀案审判监事。
- 李仙得（1830年至1899年），法国出生的美国将军，外交官和高宗的顾问（1890年至1899年）。
- 阿尔伯特·怀尔德·“布鲁斯”·泰勒（1875年至1948年）美国合众国际社记者，一生大部分时间与他的妻子玛丽·林利·泰勒在韩国生活。他积极参与了韩国独立运动，拍摄朝鲜高宗的出殡队伍[2]。